# Acmaeoderella

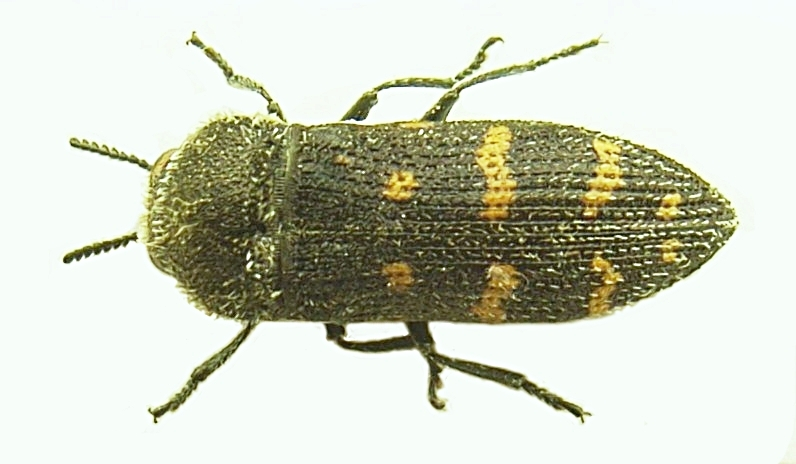
Acmaeoderella flavofasciata

Acmaeoderella  (лат.) — род жуков-златок из подсемейства Polycestinae.

## Распространение
Палеарктика. 

## Систематика
Около 120 видов и 6 подродов. В Европе около 50 видов.
- Acmaeoderella discoida (Fabricius, 1787) typus (=Buprestis discoida Fabricius, 1787)
- Acmaeoderella medvedevi Volkovitsh, 2006
- Acmaeoderella plavilscikovi Obenberger, 1936[2]

### Список подродов
- Acmaeoderella Cobos, 1955
- Carininota Volkovitsh, 1979
- Euacmaeoderella Volkovitsh, 1979
- Kocheridia Cobos, 1958
- Liogastria Volkovitsh, 1979
- Omphalothorax Volkovitsh, 1979